# Вессель, Егор Христианович
Егор Христианович Вессель (нем. Georg von Wessel; 1797—1853) — российский военный учёный, генерал-лейтенант артиллерии, первый в России профессор артиллерийских наук (1832), преподаватель Михайловского артиллерийского училища, позже — инженер и начальник оружейных заводов.

## Военная служба
В 1812 году окончил Второй кадетский корпус в Санкт-Петербурге. Служил поручиком в 15-й артиллерийской бригаде, был уволен в отставку с производством в штабс-капитаны.
На гражданской службе — столоначальник по протестантскому отделению Департамента иностранных исповеданий Главного управления духовных дел, титулярный советник.
Затем преподаватель артиллерии Офицерских классов Артиллерийского училища (1827—1832), штабс-капитан гвардии в лейб-гвардии 1-й артиллерийской бригаде (1829), капитан гвардии (1830), профессор артиллерии Военной академии в чине полковника (1832—1836), инспектор классов Михайловского артиллерийского училища (1834), профессор Михайловской артиллерийской академии (1840), начальник оружейных заводов.
С 16 апреля 1841 — генерал-майор с назначением членом Артиллерийского отделения Военно-учёного комитета. С 6 декабря 1851 — генерал-лейтенант артиллерии, инспектор оружейных заводов.
Умер 27 февраля (11 марта) 1853 года. Похоронен на Волковском лютеранском кладбище в Санкт-Петербурге.

## Научно-педагогическая деятельность
В 1827 г. Е. Х. Вессель был приглашён к постановке курса артиллерии для Офицерских классов Артиллерийского училища. Обладая большой эрудицией и преподавательскими способностями, вскоре выполнил поставленную задачу. Заново переработал программу курса и издал ряд работ, отражающих уровень артиллерийских знаний того времени. Е. Х. Весселю принадлежало нововведение в практической подготовке слушателей училища: в лагерный период каждый из них должен был участвовать в учебных стрельбах из орудий.
В 1833 году Вессель преподавал артиллерию цесаревичу Александру Николаевичу.
После назначения Весселя в 1834 году инспектором классов им была проведена первая реформа учебного процесса, способствовавшая улучшению подготовки юнкеров и офицеров.
Е. Х. Вессель первым в России был удостоен звания профессора артиллерийских наук.
В 1830 году им было написано первое в России пособие по курсу артиллерии «Записки об артиллерийском искусстве», долгое время считавшееся классическим трудом и которым пользовались не только артиллерийское училище, но и вся российская артиллерия. Кроме того, в 1850-х годах он издал «Курс артиллерии для военно-учебных заведений».
Автор трудов в области артиллерийской науки, учебников о артиллерийской технике, включая ракетную, боевые и сигнальные ракеты.
Учеником Весселя был К. И. Константинов, учёный и изобретатель в области артиллерии, ракетной техники, приборостроения и автоматики, будущий генерал-лейтенант.
За время управления оружейными заводами Е. Х. Вессель не только поднял отечественное оружейное производство в техническом отношении, но и особенно заботился об улучшении быта рабочих, а для их детей учредил школы.

## Избранные сочинения
- Записки об артиллерийском искусстве (1830)
- Начальные основания артиллерийского искусства (1831)
- Артиллерия. Учебное руководство для военно-учебных заведений (в 2 ч., 1851, 1857)

## Награды
- Орден Св. Владимира 4-й ст. (30 марта 1832)Могила Е.Х. Весселя, Волковское лютеранское кладбище

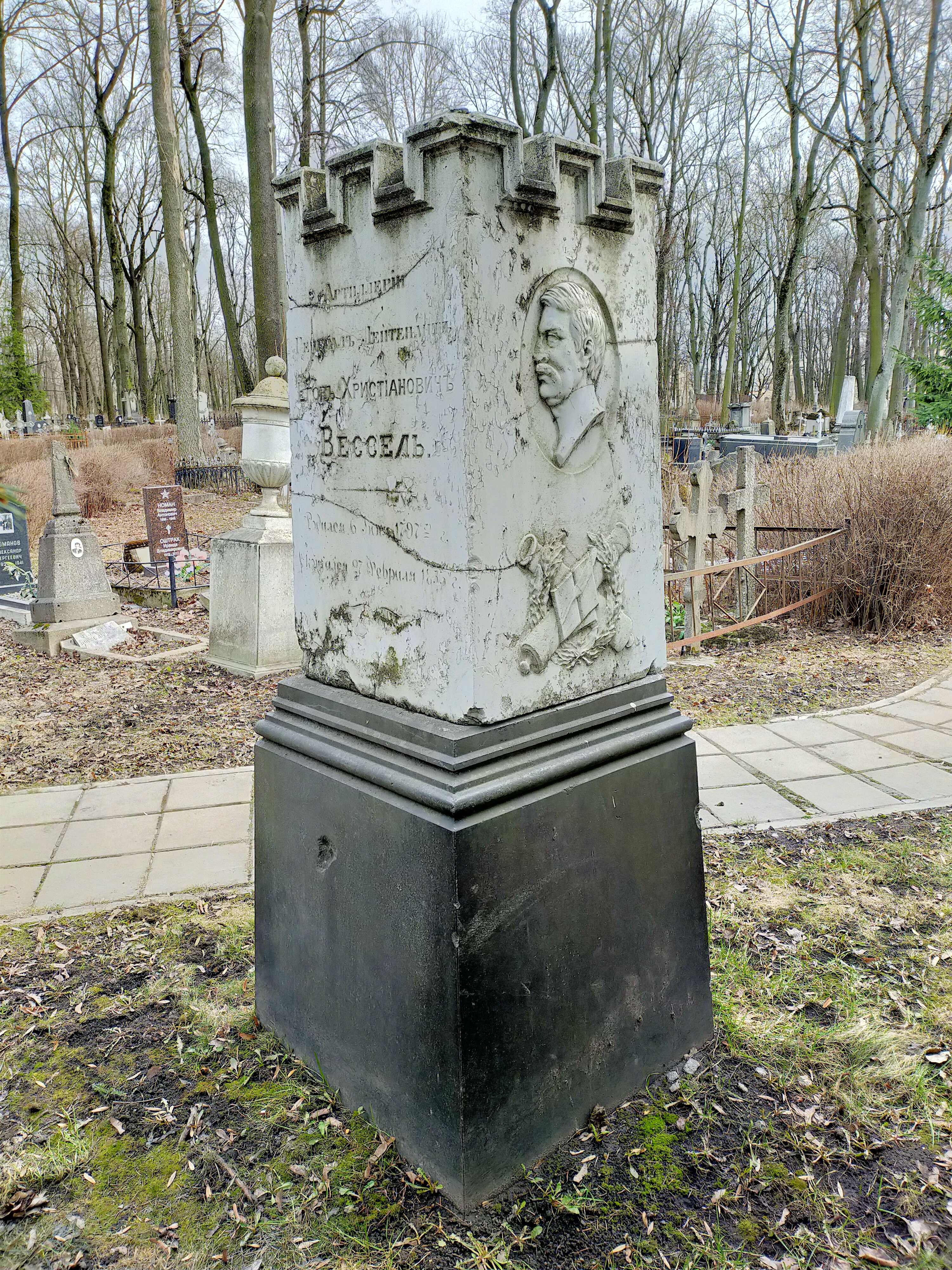
Могила Е.Х. Весселя, Волковское лютеранское кладбище

- Орден Св. Анны 2-й ст. (24 февраля 1834)
- Орден Св. Владимира 3-й ст. (14 июля 1844)
- Орден Св. Станислава 1-й ст. (12 января 1846)
- Орден Св. Анны 1-й ст. (11 апреля 1848, императорская корона к ордену 6 декабря 1850)
- Знак отличия беспорочной службы за XXX лет (22 августа 1848)

## Семья
Был женат на дочери титулярного советника Прасковье Сергеевне, ур. Охлебининой (18.2.1816—3.2.1861), имел дочерей Екатерину (8.8.1836—15.8.1904) и Ольгу (28.6.1845—1919).